# Nordic Open (backgammon)
Het Nordic Open is het grootste jaarlijkse backgammon toernooi ter wereld. Het toernooi vindt plaats in Denemarken. 
De winnaars sinds 1989 zijn:
| Jaar | Naam                 | Nationaliteit |
| ---- | -------------------- | ------------- |
| 1989 | Henrik Østergaard    | DEN           |
| 1990 | Gerd Schiesser       | GER           |
| 1991 | Jerry Grandell       | SWE           |
| 1992 | Michael Herbst       | DEN           |
| 1993 | Alan Steffen         | USA           |
| 1994 | Niels Fløjborg       | DEN           |
| 1995 | Rolf Schreuder       | NED           |
| 1996 | Mike Svobodny        | USA           |
| 1997 | Tommy Westerlund     | SWE           |
| 1998 | Martine Oulés        | FRA           |
| 1999 | Anders Nielander     | DEN           |
| 2000 | Peter Jes Thomsen    | DEN           |
| 2001 | Lars Trabolt         | DEN           |
| 2002 | Morten Holm          | DEN           |
| 2003 | Karsten Bredahl      | DEN           |
| 2004 | Thomas Lenz          | GER           |
| 2005 | Karsten Bredahl      | DEN           |
| 2006 | Athanasios Lagopatis | GER           |
| 2007 | Thomas Jespersen     | DEN           |
| 2008 | Reymann Tassilo      | AUT           |
| 2009 | Claus Elken          | DEN           |
| 2010 | Søren T. Larsen      | DEN           |
| 2011 | Ralf Jonas           | GER           |
| 2012 | Thomas Myhr          | DEN           |